# Ugia prompta
Ugia prompta är en fjärilsart som beskrevs av Walker 1873. Ugia prompta ingår i släktet Ugia och familjen nattflyn. Inga underarter finns listade i Catalogue of Life.